# Hildegard Schaeder
Hildegard Schaeder (* 13. April 1902 in Kiel; † 11. April 1984 in Freiburg im Breisgau) war eine deutsche Kirchenhistorikerin. 2000 wurde sie postum als Gerechte unter den Völkern geehrt.

## Leben
Hildegard Schaeder war das vierte Kind des Professors für Systematische Theologie Erich Schaeder und seiner Frau Anna geb. Sellschopp (1867–1948). Ihre Brüder waren der Orientalist Hans Heinrich Schaeder, der Wirtschaftswissenschaftler Reinhard Schaeder und der Physiker und Hirnforscher Johann Albrecht Schaeder. Sie besuchte ein privates Gymnasium zunächst in Kiel und später, nachdem ihr Vater einen Ruf der Schlesischen Friedrich-Wilhelms-Universität angenommen hatte, in Breslau, wo sie 1920 als Externe das Abitur ablegte. Anschließend absolvierte sie ein Studium der klassischen und der slawistischen Philologie, der osteuropäischen Geschichte, der Byzantinistik und der Philosophie an der Schlesischen Friedrich-Wilhelms-Universität Breslau und der Universität Hamburg. An der Universität Hamburg wurde sie auch 1927 bei Richard Salomon mit der Arbeit „Moskau, das dritte Rom – Studien zur Geschichte der politischen Theorien in der slavischen Welt“ zum Dr. phil. promoviert. 1935 begann sie als wissenschaftliche Mitarbeiterin in der Publikationsstelle des Geheimen Preußischen Staatsarchivs in Berlin.
Hildegard Schaeder war bereits 1934 Mitglied der Bekennenden Kirche geworden und arbeitete ab 1935 auch aktiv in der Jesus-Christus-Gemeinde, die von Martin Niemöller als Pfarrer betreut wurde, in Berlin-Dahlem mit. Ein besonderer Schwerpunkt ihrer Gemeindearbeit lag in der Betreuung von Juden, die in das Ghetto Lublin verschleppt worden waren. Nach einer Denunziation wurde Hildegard Schaeder am Morgen des 14. September 1943 wegen „Begünstigung flüchtiger Juden“ in „Schutzhaft“ genommen und im Gefängnis am Berliner Alexanderplatz inhaftiert. Im Frühjahr 1944 wurde sie als politischer Häftling in das KZ Ravensbrück überstellt, wo sie 1945 die Befreiung erlebte.
Anschließend arbeitete sie zunächst als Gemeindehelferin in Mecklenburg, bis sie nach Göttingen ging, wo nach dem Krieg bereits ihre Mutter und Geschwister lebten. Von 1948 bis 1970 arbeitete sie als Referentin für die Orthodoxen Kirchen des Ostens im Außenamt der Evangelischen Kirche in Deutschland in Frankfurt am Main. Außerdem lehrte sie von 1965 bis 1978 als Honorarprofessorin für die Geschichte der Ostkirchen an der Johann Wolfgang Goethe-Universität Frankfurt am Main. Ihr Grab befindet sich auf dem Waldfriedhof Oberrad in Frankfurt am Main.

## Ehrungen
- 1978 erhielt sie das Verdienstkreuz am Bande des Verdienstordens der Bundesrepublik Deutschland.
- Hildegard Schaeder wurde – postum – im April 2000 als „Gerechte unter den Völkern“ ausgezeichnet.
- In Frankfurt-Oberrad ist eine Straße im Neubauviertel am alten Friedhof nach Hildegard Schaeder benannt.

## Veröffentlichungen
- Moskau, das dritte Rom – Studien zur Geschichte der politischen Theorien in der slavischen Welt. Hamburg 1929.
- Die dritte Koalition und die Heilige Allianz – Nach neuen Quellen. Ost-Europa-Verlag, Königsberg und Berlin 1934.
  - ergänzte Neuausgabe unter dem Titel Autokratie und Heilige Allianz. Wissenschaftliche Buchgesellschaft, Darmstadt 1963.
- Ostern im KZ. Verlag Haus und Schule, Berlin 1947.
- Russische Kirche und östliches Christentum. Hg. von Ernst Benz. Mit Beiträgen von Hildegard Schaeder, Ludolf Müller, Robert Schneider. Tübingen 1949.
- Impulse für die evangelisch-orthodoxe Begegnung. Ausgewählte Schriften von 1949 bis 1972. Herausgegeben von Karl Pinggéra, Jennifer Wasmuth und Christian Weise. Mit einer biographischen Hinführung von Gisa Bauer (= Forum Orthodoxe Theologie, Band 17). Lit, Münster 2016, ISBN 978-3-643-13529-2.